# 成田城 (下野国)
成田城（なりたじょう）は、栃木県矢板市大字沢村小字大久保にあった日本の城（陣城）。別称として大久保城（おおくぼじょう）。

## 概要
成田城は、塩谷郡の国人領主である塩谷氏が、那須氏の城であった沢村城を監視し、攻略するために沢村城の南側に築いた陣城で、那須領と接している成田の地を守る役割も果たしていた。城は、成田に通じる峠道の入口に築かれている。築城の具体的年代は不明だが、正和3年（1314年）4月20日に塩谷氏が、那須氏の沢村城を攻めて落城させた記録があるので、この頃には築かれていたものと考えられている。
当地には、元禄4年（1691年）4月吉日に鎮魂のために築かれた塚と五輪塔と八幡大権現を奉る祠が残されており（大久保古墳）、そこにある碑文によれば、塩谷領成田の阿弥陀坂から沢村の大久保の地に出る道のこの地が、沢村城がよく見える高台になっていて、局地的な独立地形になっているため、防衛の第一線の拠点となり、何度となく戦が繰り返されたという。塩谷氏の歴代の沢村城代の記録が残されているが、沢村城が那須方の手にあった時は、これらの城代が成田城の城主を務めていたと考えられている。
廃城の時期は不明だが、塩谷氏が改易された文禄4年（1595年）2月8日までには、廃城になっていたものと考えられている。

## 現在
城は、半円状に北向きに突出した高台に築かれ、現在、当地は耕地化されているが、城跡と解る遺構を崩さないようにして耕地化されているため、坂虎口や環郭式の城郭や切岸などの遺構が残り、当時の陣城の様子を見る事が出来る。問題は、地続きになっている南側にあってしかるべき堀切の遺構がない事だが、あったものが耕地化により埋められてしまったのか、背後と東西が山という天然の要害になっていて、その方角が塩谷領であったため、必要が無く元々築かれなかったものかは不明である。
なお、成田城は、矢板市の遺跡地図にも紹介されているが、遺跡地図が示す成田城の位置は実際に遺構がある場所からはかなりずれている。

## 参考資料
- 『矢板市史』[要文献特定詳細情報]
- 矢板市『遺跡地図』[要文献特定詳細情報]